# Callidium fulvicolle
Callidium fulvicolle là một loài bọ cánh cứng trong họ Cerambycidae.